# Louis Hugh Wilson mlajši
Louis Hugh Wilson mlajši, ameriški general marincev, * 11. februar 1920, Brandon, Misisipi, ZDA, † 21. junij 2005, Birmingham, Alabama, ZDA. 

## Življenjepis
1941 je diplomiral na Kolidžu Millsaps (Jackson, Misisipi).
Maja 1941 je vstopil v rezervo Korpusa mornariške pehote Združenih držav Amerike in povišan v poročnika novembra istega leta. Ko je končal The Basic School, je bil dodeljen 9. marinskemu polku (MCB San Diego, Kalifornija).
Februarja 1943 je bil polk poslan na Pacifik, najprej na Guadalcanal, Efate in Bougainville. Kot poveljnik čete F 2. bataljona 9. marinskega polka se je v noči iz 25. julija na 26. julij 1944 izkazal med bitko za Guam, tako da si je prislužil medaljo časti. Zaradi pridobljenih ran je bil poslan v Pomorsko bolnišnico ZDA San Diego, kjer je ostal do 16. oktobra 1944.
Wilson je nato postal poveljujoči častnik čete D, marinska vojašnica Camp Pendleton (Kalifornija). Decembra 1944 je bil premeščen v Washington, kjer je postal poveljnik odreda v tamkajšnji vojašnici; tu mu je predsednik ZDA Harry S. Truman podelil medaljo časti, D.C.
Od junija 1946 do avgusta 1951 je služil kot dekan in pomočnik direktorja na Marine Corps Institute; nato kot pribočnik poveljujočega generala Floti mornariških sil (FMF) Pacifik in vodstveni častnik Okrožnega štaba rekrutne postaje New York.
Novembra 1951 je postal poveljujoči častnik 1. šolskega bataljona pri The Basic School (Camp Barrett) in nato izvršni častnik iste šole. Avgusta 1954 je končal višji častniški tečaj.
Nato je nekaj časa služil kot Višji šolski inštruktor pri Marine Corps Schools (Quantico), nakar je bil poslan v Korejo kot pomočnik G-3, 1. marinske divizije. Avgusta 1955 se je vrnil z divizijo domov in prevzel mesto poveljujočega častnika 2. bataljona 5. marinskega polka 1. marinske divizije.
Marca 1956 je bil premeščen v HQMC, kjer je nadaljnje dve leti opravljal dolžnost načelnika Operativne sekcije oddelka G-3.
Nato je bil premeščen nazaj v Quantico, kjer je bil sprva poveljujoči častnik Testnega in šolskega polka, nato pa poveljujoči častnik The Basic School.
Junija 1962 je končal šolanje na National War College in bil dodeljen kot Koordinator skupnih načrtov pri namestniku načelnika štaba (Načrti in programi) pri HQMC. Avgusta 1965 je bil ponovno dodeljen 1. marinski diviziji kot namestnik načelnika štaba, G-3 in se udeležil bojev v Vietnamu.
Avgusta 1966 se je vrnil v ZDA in postal poveljnik 6. okrožja KMP ZDA (Atlanta, Georgija). Januarja 1967 je bil ponovno premeščen v HQMC kot legislativni pomočnik komandanta korpusa; julija prihodnje leto je postal načelnik štaba, Poveljništva FMF Pacifik. 
Marca 1970 je postal poveljujoči general 1. marinske amfibicijske sile 3. marinske divizije (Okinava).
Aprila 1971 se je vrnil v Quantico kot namestnik za izobraževanje/direktor izobraževalnega centra Marine Corps Development and Education Command. 1. septembra 1972 je postal poveljujoči general FMF Pacifik. 
1. julija 1975 je bil povišan v generala in istočasno postal komandant Korpusa mornariške pehote Združenih držav Amerike. V času svojega mandata se je predvsem ukvarjal s posodobitvijo korpusa.
30. junija 1979 se je upokojil in vrnil v rodni Misisipi.

## Odlikovanja
- medalja časti
- škrlatno srce
- legija za zasluge z dvema zlatima zvezdama kot simbol druge podelitve
- Defense Distinguished Service Medal (First Oak Leaf Cluster)
- Republic of Vietnam Cross of Gallantry z zlato zvezdo
- Korean Order of National Security Merit,
- GUK-SEON Medal 2. razreda
- Philippine Legion of Honor (Degree of Commander)

## Napredovanja
- november 1941 - poročnik
- ? - nadporočnik
- april 1943 - stotnik
- marec 1945 - major
- november 1951 - podpolkovnik
- ? - polkovnik
- november 1966 - brigadni general
- marec 1970 - generalmajor
- avgust 1978 - generalporočnik
- 1. julij 1975 - general